# Royal Academy of Music (école de musique)
Ne doit pas être confondu avec Royal College of Music ou Royal Academy of Music (compagnie).
La Royal Academy of Music est une prestigieuse école de musique située à Londres, le long de Regent's Park.

## Histoire
L'école a été fondée en 1822 par Lord Burghersh avec le concours du célèbre et excentrique harpiste français exilé à Londres Nicolas Bochsa et s'est vu accorder une charte royale par le roi George IV en 1830.
La Royal Academy of Music compte de nombreuses installations : une salle de concert (Duke's Hall) de 450 places, un opéra moderne,  une salle de récital de 150 sièges (depuis 2001) et surtout les York Gate Collections, un musée public d'instruments de musique (de nombreux violons Stradivarius, Amati et Guarneri). La bibliothèque de l'Académie contient plus de 160 000 pièces dont les manuscrits de The Fairy Queen de Purcell, de The Mikado de Gilbert et Sullivan et de la Fantaisie sur un thème de Thomas Tallis et de Serenade to Music de Ralph Vaughan Williams.
Depuis 1999, la Royal Academy of Music est devenue un membre à part entière de la plus grande université britannique, l'université de Londres.

## Élèves et professeurs
- Quelques élèves de la Royal Academy of Music :

John Barbirolli, Laura Wilson Barker, Arnold Bax, Matthew Bellamy, E. Power Biggs, Richard Rodney Bennett, Dora Bright, Jacob Collier, Clifford Curzon, Howard Davis, Rosalind Ellicott, Gérard Le Feuvre, Marie Hall, Philippe Honoré, Eli Jaffe, Elton John (Junior Academy), Freddy Kempf, Elena Langer, Leonor de Lera, Felicity Lott, Michael Nyman,  Sir Simon Rattle, Amandine Savary,  Maxime Venguerov (Junior Academy), Andrew Lloyd Webber
- Quelques professeurs (invités ou permanents, anciens ou actuels) :

Virginia Black, Sir John Barbirolli, Nicolas Bochsa, Carole Cerasi, José Cura, Sir Colin Davis, Nicolai Gedda, Christopher Hogwood, Jeremy Filsell, Anne-Sophie Mutter, Sir Richard Rodney Bennett, Alexander Satz, Amandine Savary, Maxime Venguerov